# رابرت کوپولا شوارتزمن
رابرت کوپولا شوارتزمن (به انگلیسی: Robert Coppola Schwartzman)(زاده ۲۴ دسامبر ۱۹۸۲) کارگردان، بازیگر آمریکایی است.
او فرزند تالیا شایر و جک شوارتزمن وبرادر جیسون شوارتزمن است.
او کارگردان فیلم‌هایی مثل بحث و جدل و نیمه خوب بوده‌است.